# Byxtjärnen (Ragunda socken, Jämtland)
Byxtjärnen är en sjö i Ragunda kommun i Jämtland och ingår i Indalsälvens huvudavrinningsområde.